# Dicrotendipes candidibasis
Dicrotendipes candidibasis är en tvåvingeart som först beskrevs av Edwards 1924.  Dicrotendipes candidibasis ingår i släktet Dicrotendipes och familjen fjädermyggor. Inga underarter finns listade i Catalogue of Life.